# Piero Confortini (medico)
Piero Confortini (Ferrara, 8 maggio 1924 – 1981) è stato un medico italiano, figura di rilievo nella storia della nefrologia italiana.

## Biografia
Si laurea a Padova nel 1950 e nel 1953, tra i primi in Italia, inizia a trattare pazienti con il "rene artificiale (italiano) Battezzati-Taddei" assieme al collega Ferdinando Siracusano.
Nel 1963 fu nuovamente tra i primi ad iniziare i trattamenti di emodialisi periodica ottenendo un notevole aumento del tasso di sopravvivenza.

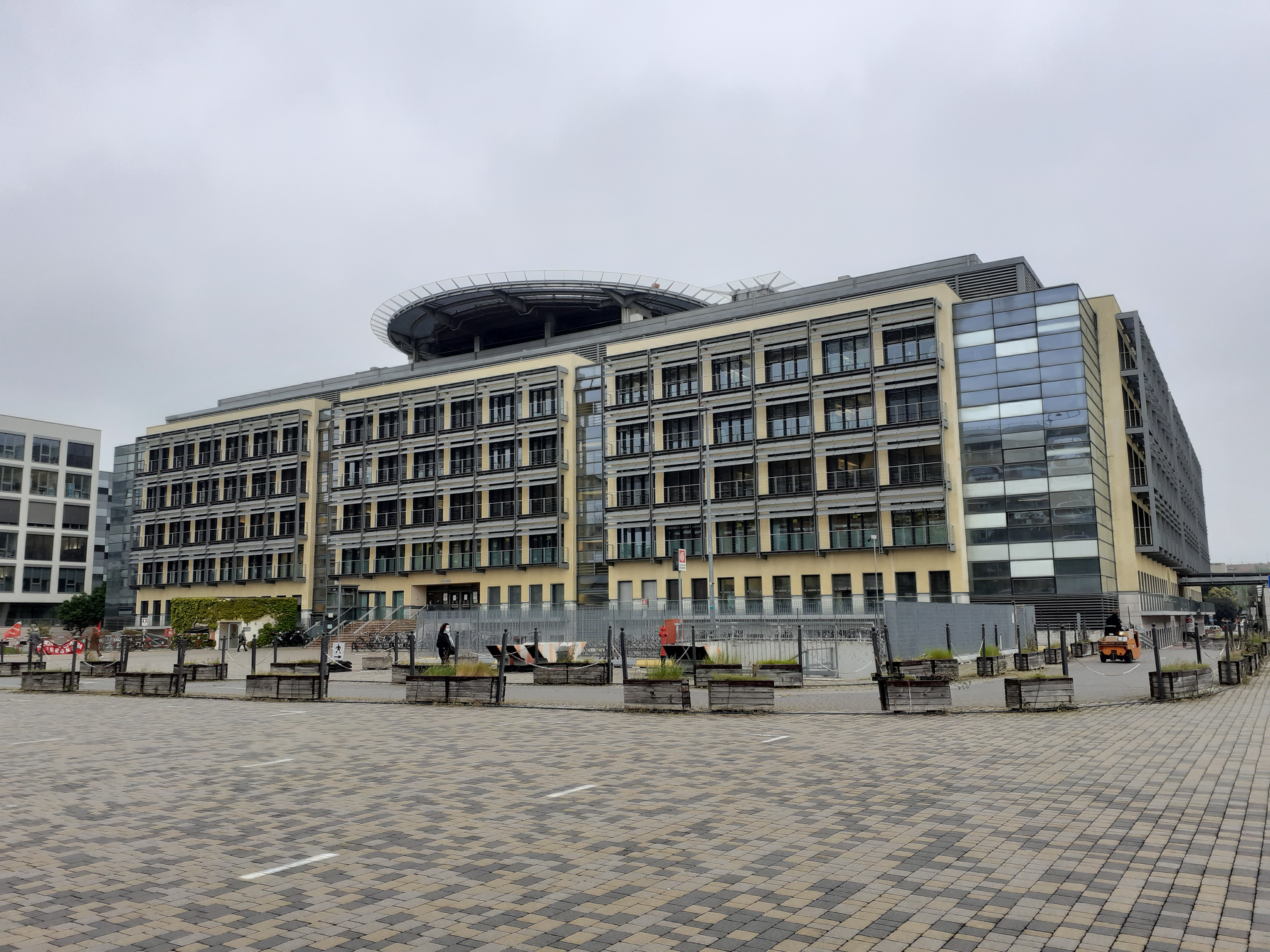
Polo chirurgico Confortini Ospedale Borgo Trento Verona

Trasferitosi nel veronese, è tra i fondatori del centro trapianti renali dell'Ospedale Civile Maggiore Borgo Trento Verona che sarà uno dei più importanti a livello europeo.
Nel 1967 diventa primario/direttore di polo/direzione chirurgica.
Nel 1968 fu il secondo a trapiantare un rene da donatore deceduto e negli anni seguenti iniziò quelli da donatori viventi ottenendo, anche in questo caso, un notevole aumento del tasso di sopravvivenza.
Negli anni settanta fu uno dei fondatori del "Nord Italia Transplant program (NITp)" attualmente Fondazione Trapianti Onlus. Nel 1981 muore improvvisamente appena cinquantasettenne.
Nel 2010 gli viene dedicato il nuovo polo chirurgico dell'Ospedale Civile Maggiore Borgo Trento Verona .
Sia a Verona che a Padova è stata intitolata una via a P. Confortini.